# 175
175 (CLXXV) var ett normalår som började en lördag i den julianska kalendern.

## Händelser

### Okänt datum
- Marcus Aurelius slår ner en revolt ledd av legaten Avidus Cassius i Syrien efter att Cassius har utropat sig till kejsare.
- Lucius Aelius Aurelius Commodus, son till Marcus Aurelius och hans fru Faustina utnämns till Caesar.
- M. Sattonius Iucundus, decurion i Colonia Ulpia Traiana, återuppbygger termerna i Coriovallum (nuvarande Heerlen[1]) (det finns dock källor, som säger, att detta inträffar på 200-talet[2]).
- Sedan Soter har avlidit väljs Eleutherus till påve (detta eller föregående år).
- De konfucianska försöker bevisa nödvändigheten av sin närvaro vid det kinesiska hovet. De massakreras dock av eunuckerna.

## Födda
- Fa Zheng, rådgivare till Liu Bei
- Sun Ce, äldre bror till grundaren av kungariket Wu, Sun Quan
- Zhou Yu, militär och strateg under De tre kungadömenas period i Kina

## Avlidna
- Juli – Avidius Cassius, romersk usurpatorkejsare
- Arrianus, romersk historiker
- Concordius av Spoleto, kristen martyr
- Faustina den yngre, romersk kejsarinna
- Soter, påve sedan 166 eller 167 (död detta eller föregående år)